# シボレー・コルベット C5-R
シボレー・コルベット C5-Rは、耐久レースの為にプラット・アンド・ミラーとシボレーによって製造されたGTカーである。この車はシボレー・コルベット C5型をベースにしているが、純粋にモータースポーツ用に設計されている。デイトナ24時間レース、セブリング12時間レース、ル・マン24時間レースで優勝し、アメリカン・ル・マン・シリーズでも優勝したことで、GTカテゴリーで最も成功したレースカーの1つになった。コルベットC5-Rは1999年にデビューし、2005年に後継機、コルベット C6.Rに置き換えられた。

## 概要
コルベット C5-Rは、ゼネラルモーターズ(GM)とそのシボレーブランドによる、北米だけでなく世界中、特にルマン24時間レースでのGTレースに参加するためのワークスチームを作成する計画の一部だった。GMは以前、コルベット・レーシングプログラムのファクトリーサポートに反対していたが、IMSA GT選手権のコルベット GTPは、1989年に参戦が終了するまである程度のサポートを受けていた。その為第5世代のコルベットでは、GMは実質「名前だけの」コルベット GTPより生産車ベースのレーシングカーを使用して、新車のパフォーマンス能力を示すこと選んだ。彼らの意向は、当時すでにこのカテゴリーで走っていたダッジとポルシェに挑戦することだった。
ゼネラルモーターズは、ミシガン州のプラット・アンド・ミラーを選択して、新しいレーシングカーの製造および開発をし、1999年のデビューに備えてレーシングチームを編成した。ライリーアンドスコットもこのプロジェクトを支援し1年間、2番目のチーム運営をした。当時の規制により、チームはコルベットの生産車の構成部分の使用を制限されていた為、プラットアンドミラーとGMは、大幅に改造されたロードカーを使用して、レーシングカーが使用するエンジンやその他の機器をテストした。
その後実際のレースシャーシが構築され、基本的な主要構造部分のみがロードカーと共有された。防火壁はコックピットの運転席のすぐ後ろに配置され、車内の後方視界は排除した。大きなディフューザーとウィングが後部に追加され、フードのスプリッターとベントが前部に追加された。フロントヘッドライトも、ロードカーのリトラクタブル・ヘッドライトに代わり、固定式ヘッドライトに交換された。
C5-Rは当初ロードカーのLS1をベースにした6.0L,V8エンジンを使用していた。しかし数か月後の1999年シーズン中に、より大きな7.0Lに置き換えられ、その後C5-Rの標準エンジンになった。Katech Engine DevelopmentがC5-Rエンジンを構築したが、それらは生産されたLS1ユニットの要素を保持していた。
11台のC5-Rシャーシは、1998年から2004年の間にプラットアンドミラーによって製造され、10台はコルベット・レーシングによって使用され、1台は個人使用の為に製造された。12台目のC5-Rフレームも製造されたが、コルベット C6.Rのテスト用だった。

### 改良点
C5-Rが何年も参戦するにつれて、強力な競争相手に対するC5-Rの性能を向上させるために、多くの変更が行われた。変更の中には、ダウンフォースを増加させるためのボディワークのエアロダイナミクスの変更があった。フードのデザインは1999年のシーズン中に変更され、小さなスラットベントが大きなオープンギャップに変わり、フロントグリルからの空気がより排出されるようになった。2000年に製造された3番目、4番目のシャーシは、コーナリンググリップを向上させる為に3インチワイドに製造された。
その後の変更は、C6.Rに向けて開発されたいくつかのテクノロジーが含まれていた。ドライバーの快適性の為の空調システム、バンパーのリアビューカメラとコックピットのモニターでリアウィンドウの欠如を補った。

## レース戦績

### コルベットレーシング
1999年、2台の車が完成したことでコルベット・レーシングは、USRRCのデイトナ24時間レースのGT2クラスに参戦した。ロン・フェローズとクリス・クナイフェルとジョン・ポールJr.のコルベットC5-Rは、クラス優勝のポルシェ・911 GT2に34周遅れて総合18位、クラス3位で初戦を終えることができた。セブリング12時間レースでは総合23位だった。ライリーアンドスコットはアメリカン・ルマン・シリーズ(ALMS)で数ラウンドに参戦した。C5-Rは、シアーズポイントとラグナセカでワークスのダッジ・バイパーGTS-Rに次ぐクラス2位でフィニッシュした。
2000年、プラット・アンド・ミラーがコルベットレーシングを引き継ぎ、デイトナ24時間でシーズンを開始した。ジャスティン・ベルとフェローズとクナイフェルのコルベットは、バイパーGTS-Rに1分遅れたが、様々なプロトタイプカーを上回り、総合2位になり、去年の結果から大幅に改善した。しかしその後チームは、セブリング12時間でも初のル・マン24時間レースでも、バイパーのパフォーマンスに匹敵することができなかった。しかしチームはALMSに戻り、テキサスとプチ・ル・マンでクラス優勝を収めた。C5-Rは部分的なレースしか走らなかったが、チームはGTSクラスチャンピオンシップで3位を獲得した。
2001年、デイトナ24時間でシーズン開幕時から速さが見られた。C5-Rはレースでプロトタイプカーより耐久力を見せ、総合優勝を収めた。レースでは24時間レースとコルベットC5-Rの両方で初のドライブとなる、デイル・アーンハートとデイル・アーンハート・ジュニアらの車は総合4位でフィニッシュした。プラット・アンド・ミラーは、C5-Rがどこでも勝利できると感じ、ALMSで初のフルシーズンを走り、プチ・ル・マンで勝利を含む6回のクラス優勝し、チームタイトルを獲得した。さらにル・マン24時間では初のクラス優勝を果たし、総合8位でフィニッシュした。
2002年、コルベットレーシングはルール変更があった為、デイトナ24時間には参戦しなかったが、アメリカンルマンシリーズの参戦を継続した。コルベットは、セブリング12時間での初のクラス優勝を含め、10戦中9勝を上げた。唯一の未勝利は、新たに参戦したプロドライブのフェラーリによってもたらされた。またルマン24時間では2度目のクラス優勝を果たした。
2003年、コルベットレーシングがクラスを2年間支配していたが、それに対する挑戦を受けた。プロドライブはALMSで、フェラーリ・550GTS マラネロで参戦した。シーズン初めはコルベットに負けていたが、プチ・ルマンを含むシーズン最後の4レースで優勝した。しかしコルベットレーシングは、プロドライブチームをわずか4ポイント上回って、3度目のチャンピオンシップを獲得することができた。しかしフェラーリは、コルベットの50周年を祝った、ルマン24時間でコルベットレーシングの連勝を止め、クラス優勝を果たした。
2004年、プロドライブはアメリカンルマンシリーズに参戦せず、コルベットはシーズンを席巻し、4連覇を達成した。プロドライブとはルマン24時間で競い、コルベットレーシングは去年の雪辱を挽回し、3度目のクラス優勝を達成した。今シーズンはコルベットレーシングの旗の下でのC5-Rの最後のシーズンだった。2005年は後継機、コルベット C6型のC6.Rと呼ばれる新しいレーシングカーになった。 
合計でコルベットレーシングのC5-Rは、アメリカン・ルマン・シリーズで31回のクラス優勝、ルマン24時間で3回のクラス優勝、デイトナ24時間で1回の総合優勝を獲得した。

### プライベートチーム
当初コルベットC5-Rは、ワークスのコルベット・レーシング専用に製造されていた。その後プラット・アンド・ミラーがC5-Rの購入を検討しているチームと話し合うのは2001年のことだった。英国のアトミックキトゥン・レーシングチームは2001年に2台を購入する予定だったが、契約を結ぶことができず、最初のC5-Rがプライベートチームに販売されたのは2003年だった。

#### セレスラグ・レーシングチーム
最初のC5-Rの顧客がベルギー人のパトリックセレスラグで、セレスラグ・レーシングチーム（SRT）でベルカー選手権を走った。この車はシリーズのスパ・フランコルシャンのレースで、シーズン最高の2位でフィニッシュした。チームはまたその年のFIA GT選手権の1戦であるスパ24時間レースに参加し、総合18位でフィニッシュした。
2004年、スパで再び2位となり、ベストフィニッシュを達成した。
2005年、SRTはゾルダー・サーキットでの初戦で優勝し、C5-Rがベルカー選手権を支配することになった。SRTは、シーズン中にさらに4勝（ ゾルダー24時間レースを含む）し、ベルカー選手権で総合優勝した。スパ24時間レースでも総合8位を獲得した。
2005年終わりに、SRTは旧ワークスマシンのC5-Rを購入した。どちらも来シーズンのフランスのFFSA GT選手権に出場した。SRTはノガロで2位が最高位だった。
2007年、FFSA GTに参加したC5-Rは1台だけで、3位で5度フィニッシュした。チームの2台目のC5-Rは、FIA GT選手権のアマチュアドライバー向けのサイテーション・カップに参戦、そのクラスで3つのレースで優勝、スパ24時間レースで総合10位でフィニッシュした。

#### パシフィックコースト・モータースポーツ
アメリカのトム・フィッゲは2004年に2番目のカスタマーで、C5-Rを購入したがこのシャーシは新車ではなく、以前のファクトリーマシンだった。 
2005年、彼のチームのパシフィックコースト・モータースポーツはアメリカンルマンシリーズにこの車で参戦した。彼らはファクトリーのコルベットレーシングと競う事はできなかったが、ACEMCO モータースポーツのサリーン・S7Rのような他のプライベーターと戦った。チームは7レース中1回表彰台を獲得した後、最終的にシリーズから撤退を決定した。

#### GLPK-カースポーツ
コルベットC5-RでのFIA GT選手権へのフルエントリーの為、ベルギー-オランダのGLPK-カースポーツは以前のファクトリーシャーシを購入した。チームはデビューシーズンにイモラと珠海で2度の勝利を収め、スパ24時間レースで4位に入賞したが、後に失格となった。2度の勝利により、チームはチームランキング4位だった。1台の車でエントリーしたチームでは最高位だった。
2006年、チームは新型C6.Rを使用し、ベルカーシリーズと、FIA GT選手権に参戦。チームはベルカーシリーズでタイトルを獲得した。 
2007年、統合していたオランダのカースポーツホラントとの関係が終了し、PKカースポーツと改名したチームは、C5-Rを使用しFIA GT選手権に参戦。スパ24時間レースではトップから3ラップ遅れのシーズン最高の3位でゴールした。チームランキングでは5位だった。

#### PSI エクスペリエンス
アメリカンルマンシリーズからパシフィックコースト・モータースポーツが撤退した後、彼らの車は売りに出された。ベルギーのPSI エクスペリエンスチームは、この車とC6.Rを購入した。
2006年、FFSA GT選手権に2台で参戦。チームはフランスの歌手デヴィッド・ハリデーがチームに加わり、C5-Rはレドゥノンで勝利を収めた。その後スパ24時間レースに参戦、総合11位でフィニッシュした。
2007年、PSIはFFSA GTに参戦、ノガロで優勝を果たした。C5-RでFIA GT選手権のサイテーションカップに数ラウンド出場した。

#### リュック・アルファン・アヴェンチュール
最後に販売されたC5-Rの1つであるファクトリーシャーシは、2006年のル・マン・シリーズで使用するためにフランスのオリンピック選手、リュック・アルファンによって購入された。この車はシーズン5レース中に2位と3位を獲得し、チャンピオンシップで3位だった。チームはまたル・マン24時間レースに出場し、ワークスのコルベット・C6.Rとアストンマーティン・DBR9 に次ぐクラス3位でフィニッシュした。 
2007年、新型C6.Rがチームに加わり、両方の車がル・マンシリーズに参戦し、FFSA GT選手権も追加された。FFSA GTでは2位で3回フィニッシュしたが、ルマンシリーズでは3位で2回フィニッシュした。またル・マン24時間に参戦、総合24位だった。